# Triathlon na Letnich Igrzyskach Olimpijskich 2012 – kwalifikacje

## Proces kwalifikacyjny
Okres kwalifikacji do Igrzysk Olimpijskich w triathlonie trwa od 1 czerwca 2010 do 31 maja 2012. Kwalifikacje były przyznawane na podstawie rankingu ITU z których wybierano 14 najlepszych startów dla poszczególnych zawodników - sześć startów z pierwszego roku i osiem startów z drugiego roku kwalifikacyjnego. Do zawodów olimpijskich kwalifikowało się 110 triathlonistów - 55 kobiety i 55 mężczyzn.
Punkty przyznawane są na podstawie wykończenia w wielu międzynarodowych imprezach i sportowcy mogą korzystać ze swoich najlepszych 14 wyników dla swojej olimpijskiej kwalifikacji - sześć od pierwszego roku do ośmiu lat od sekundy.
Imprezy kwalifikacyjne miały cztery poziomy przyznawania punktów. Za finał Mistrzostw Świata z 2010 i 2011 zwycięzcy otrzymali 1000 punktów. Zwycięstwo w zawodach z serii Mistrzostw Świata premiowane było 800 punktami, triumf w Pucharze Świata dawał 500 punktów, z kolei za zwycięstwo w Mistrzostwach Kontynentu można było otrzymać po 400 punktów.
39 zawodników i zawodniczek kwalifikowało się bezpośrednio z rankingu. Ponadto w zawodach olimpijskich udział weźmie pięciu mistrzów kontynentu, troje najlepszych z turnieju kwalifikacyjnego, który odbył się w Londynie w dniach 6-7 sierpnia 2011. Kolejnymi pięcioma zawodnikami będą najlepsi z kontynentów, którzy nie otrzymali kwalifikacji na wcześniejszych zasadach. Komisja trójstronna na koniec przyzna dwie dzikie karty, z kolei jedno miejsce należy się gospodarzom Igrzysk.

## Zawody kwalifikacyjne
| Zawody                          | Data przeprowadzenia | Gospodarz               | Miejsc |
| ------------------------------- | -------------------- | ----------------------- | ------ |
| Światowe Kwalifikacje           | 6-7 sierpnia 2011    | Londyn                  | 3      |
| Mistrzostwa Azji 2011           | 24-25 września 2011  | Mehua Lake Yilan County | 1      |
| Igrzyska Panamerykańskie 2011   | 23 października 2011 | Puerto Vallarta         | 1      |
| Mistrzostwa Europy 2012         | 21-22 kwietnia 2012  | Ejlat                   | 1      |
| Mistrzostwa Azji i Oceanii 2012 | 30 marca 2012        | Devonport               | 1      |
| Mistrzostwa Afryki 2012         | 31 marca 2012        | Le Morne                | 1      |
| Ranking Światowy                | 31 maja 2012         | -                       | 39     |
| Dzikie karty                    | -                    | -                       | 2      |
| Gospodarz                       | -                    | -                       | 1      |

## Zakwalifikowani
| Zawody                                                                     | Mężczyźni                                 | Kobiety                                      |
| -------------------------------------------------------------------------- | ----------------------------------------- | -------------------------------------------- |
| Mistrzostwa Afryki 2012                                                    | Południowa Afryka                         | Południowa Afryka                            |
| Mistrzostwa Azji                                                           | Japonia                                   | Japonia                                      |
| Igrzyska Panamerykańskie 2011                                              | Brazylia                                  | Stany Zjednoczone                            |
| Mistrzostwa Europy 2012                                                    | Hiszpania                                 | Szwajcaria                                   |
| Mistrzostwa Oceanii                                                        | Australia                                 | Australia                                    |
| Światowe Kwalifikacje                                                      | Wielka Brytania · Rosja · Wielka Brytania | Wielka Brytania · Stany Zjednoczone · Niemcy |
| Ranking Światowy ITU Lista Punktowa                                        | 40                                        | 40                                           |
| ITU Lista Punktowa Najlepsze niezakwalifikowane kraje z każdego kontynentu | 5                                         | 5                                            |
| Dzikie karty                                                               | 2                                         | 2                                            |
| Total                                                                      | 55                                        | 55                                           |